# Diplostichus janitrix
Diplostichus janitrix là một loài ruồi trong họ Tachinidae.